# مسیرهای سانتیاگو د کومپوستلا: کامینو فرانسس و مسیرهای شمال اسپانیا
مسیرهای سانتیاگو د کومپوستلا: کامینو فرانسس و مسیرهای شمال اسپانیا یک میراث جهانی یونسکو است که در اسپانیا واقع شده است. این سایت در سال ۱۹۹۳ به این عنوان معرفی شد و در سال ۲۰۱۵ گسترش یافت و به این نام تغییر نام داد. این سایت کامل شامل شبکه‌ای از پنج مسیر سنتی زیارت راه سنت جیمز است که از شمال اسپانیا می‌گذرد: مسیر محبوب کامینو فرانسس، مسیر اولیه، مسیر شمالی یا ساحلی، مسیر داخلی و مسیر لیبانا؛ و همچنین ۱۶ ساختمان جداگانه‌ای که از نظر فرهنگی مهم هستند، از جمله ساختمان‌های مذهبی و مدنی.